# Szovjet autóipar
A szovjet autóipar a Szovjetunió gazdaságának egyik jelentős iparága volt az 1924-től 1991-ig tartó időszakban. A Szovjetunió megszűnése előtti években az ország autóipara 2,1–2,3 millió járművet állított elő évente, melyből 300–400 ezer darabot exportáltak. Ezzel a világ legnagyobb autóiparai közé tartozott.

## Szovjet autógyárak
- AZLK – Lenini Komszomol Autógyár (Avtomobilnij zavod Lenyinszkovo Komszomola)
- BelAZ – Belarusz Autógyár (Belorusszkij avtomobilnij zavod)
- BTZ – Baskíriai Trolibuszgyár (Baskirszkij trollejbusznij zavod)
- JerAZ[1] – Jereváni Autógyár (Jerevanszkij avtomobilnij zavod)
- CSRZ - Csasziv Jar-i Járműjavító Üzem
- CSARZ - Cserkaszi Autóbuszjavító Üzem (Cserkaszkij Avtobusz)
- KAG – Kaunasi Autóbuszgyár (Kauno autobusų gamykla)
- GAZ – Gorkiji Autógyár (Gorkijszkij avtomobilnij zavod)
- GZA – Gorkiji Autóbuszgyár (Gorkijszkij zavod avtobuszov)
- IzsAvto – Izsevszki Autógyár (Izseszkij Avtomobilnij Zavod)
- JaMZ – Jaroszlavli Motorgyár (Jaroszlavszkij Motornij Zavod)
- KamAZ – Kámai Autógyár (Kamszkij avtomobilnij zavod)
- KAvZ – Kurgani Autóbuszgyár (Kurganszkij avtobusznij zavod)
- KAZ – Kutaiszi Autógyár (Kutaisszkij Avtomobilnij Zavod)
- KrAZ – Kremencsugi Autógyár (Kremecsugszkij avtomobilnij zavod)
- LAZ – Lvovi Autóbuszgyár (Lvovszkij avtobusznij zavod)
- LiAZ – Likinói Autóbuszgyár (Likinszkij avtobusznij zavod)
- LuAZ – Lucki Autógyár (Luckij avtomobilnij zavod)
- MAZ – Minszki Autógyár (Minszkij avtomobilnij zavod)
- MeMZ – Melitopoli Motorgyár (Melitopolszkij Motornij Zavod)
- NyefAZ[2] – Nyeftyekamszki Autógyár (Nyeftyekamszkij avtomobilnij zavod)
- PAZ – Pavlovói Autóbuszgyár (Pavlovszkij avtobusznij zavod)
- RAF – Rigai Autóbuszgyár (Rizsszkaja avtobusznaja fabrika)
- SzeAZ – Szerpuhovi Autógyár (Szerpuhovszkij avtomobilnij zavod)
- TagAZ – Taganrogi Autógyár (Taganrogszkij avtomobilnij zavod)
- TrolZa – TrolZa (Trollejbusznij Zavod)
- UAZ – Uljanovszki Autógyár (Uljanovszkij avtomobilnij zavod)
- UralAZ – Uráli Autógyár (Uralszkij avtomobilnij zavod)
- VAZ – Volgai Autógyár (Volzsszkij avtomobilnij zavod)
- VMZ – Vologdai Gépgyár (Vologodszkij mehanyicseszkij zavod)
- ZAZ – Zaporozsjei Autógyár (Zaporozsszkij avtomobilnij zavod)
- ZMA – Kis Hengerűrtartalmú Gépkocsik Gyára (Zavod malolitrazsnih avtomobilej)
- VZTM – Volgográdi Közlekedési Gépgyár (Volgogradszkij zavod transzportnogo masinosztrojenyija)
- ZiL – Lihacsov Autógyár (Zavod imenyi Lihacsova)
- ZiSZ – Sztálin Autógyár (Zavod imenyi Sztalina) – a Lihacsov Autógyár (ZiL) 1931–1956 között használt neve
- ZiU – Urickij Gyár (Zavod imenyi Urickovo)